# Hans-Joachim Dattelbaum
Hans-Joachim Dattelbaum (* 26. Dezember 1930 in Cottbus) ist ein deutscher Betriebsleiter und früherer Parlamentsabgeordneter, der der Fraktion der Freien Deutschen Jugend (FDJ) in der Volkskammer der DDR angehörte.

## Leben
Nach dem Besuch der Oberschule nahm er 1945 eine Lehre zum Schlosser auf und besuchte ab 1948 die Bergbau-Ingenieurschule in Senftenberg. 1951 erlangte er dort den Abschluss als Ingenieur und erhielt eine Anstellung in diesem Beruf in der Außenstelle Großräschen des VEB Projektierungs- und Konstruktionsbüro in Berlin.

## Politik
Dattelbaum wurde Mitglied der FDJ und zum Sekretär seiner Grundorganisation gewählt. Für die FDJ kandidierte er 1954 zu den zweiten Volkskammerwahlen und vertrat anschließend als sogenannter Berliner Vertreter die FDJ bis 1958 als Abgeordneter in der Volkskammer.